# Glen White (Virginia Occidental)
Glen White es un lugar designado por el censo ubicado en el condado de Raleigh en el estado estadounidense de Virginia Occidental. En el Censo de 2010 tenía una población de 266 habitantes y una densidad poblacional de 202,97 personas por km².

## Geografía
Glen White se encuentra ubicado en las coordenadas 37°43′48″N 81°16′48″O / 37.73000, -81.28000. Según la Oficina del Censo de los Estados Unidos, Glen White tiene una superficie total de 1.31 km², de la cual 1.31 km² corresponden a tierra firme y (0%) 0 km² es agua.

## Demografía
Según el censo de 2010, había 266 personas residiendo en Glen White. La densidad de población era de 202,97 hab./km². De los 266 habitantes, Glen White estaba compuesto por el 73.68% blancos, el 21.43% eran afroamericanos, el 0.38% eran amerindios, el 0% eran asiáticos, el 2.26% eran isleños del Pacífico, el 0% eran de otras razas y el 2.26% pertenecían a dos o más razas. Del total de la población el 0.75% eran hispanos o latinos de cualquier raza.